# Andrea Belvedere

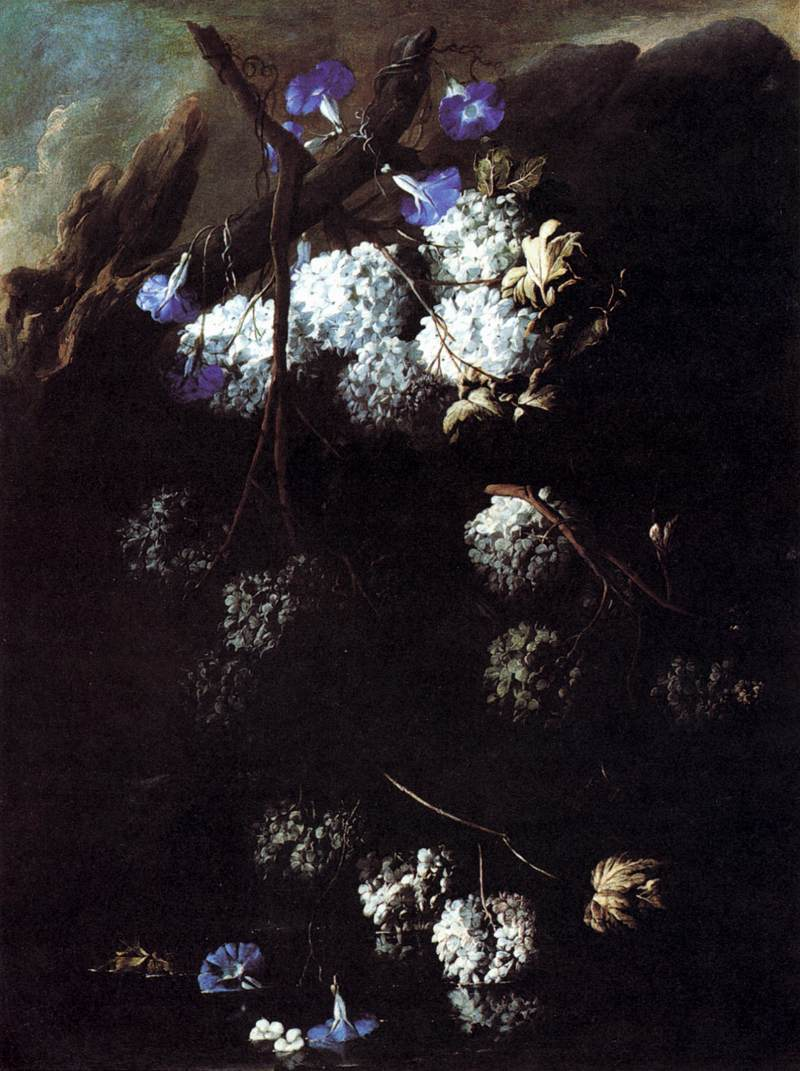
Andrea Belvedere, Powój i kalina (ok. 1680)

Andrea Belvedere, zw. Abate Andrea (ur. w 1642 w Neapolu, zm. 26 czerwca 1732 tamże) – włoski malarz martwych natur. Prawdopodobnie studiował u Giovana Battisty Ruoppolo. Inspirowali go też Juan de Arellano, Franz Werner Tamm i Karel van Vogelaer. W jego obszernych kompozycjach elementy roślinne przeplatają się z ruinami, hermami i wazami na tle jezior i wodospadów. 

## Wybrane dzieła
- Kompozycja a kaczkami, kaskadą kwiatów i wazą z liśćmi ostu – Florencja, Galleria Palatina
- Kwiaty – Madryt, Prado (dwie wersje)
- Kwiaty i owoce – Rzym, Pinakoteka Watykańska
- Powój i kalina (ok. 1680) – Neapol, Museo di Capodimonte